# Monnikenmolen
De Monnikenmolen, daterend uit 1857, staat aan de Molenstraat in Sint Jansklooster, (gemeente Steenwijkerland) en is in 1996 gerenoveerd.
Het is een achtkantige met riet gedekte stellingmolen op een stenen onderbouw, met de functie van korenmolen. De wiekenvorm is oud-Hollands. De molen heeft een vlucht van 20,5 meter.
De molenmaker van de renovatie is de Fa. Groot Roessink uit Voorst. Van 1780 tot 1991 is de molen in eigendom geweest bij de molenaarsfamilie Van Benthem.
De huidige eigenaar van de molen is de gemeente Steenwijkerland. De exploitatie is in handen van de Stichting Monnikenmolen. De vrijwillige molenaar is Henk van de Linde.